# Lucyna Winnicka

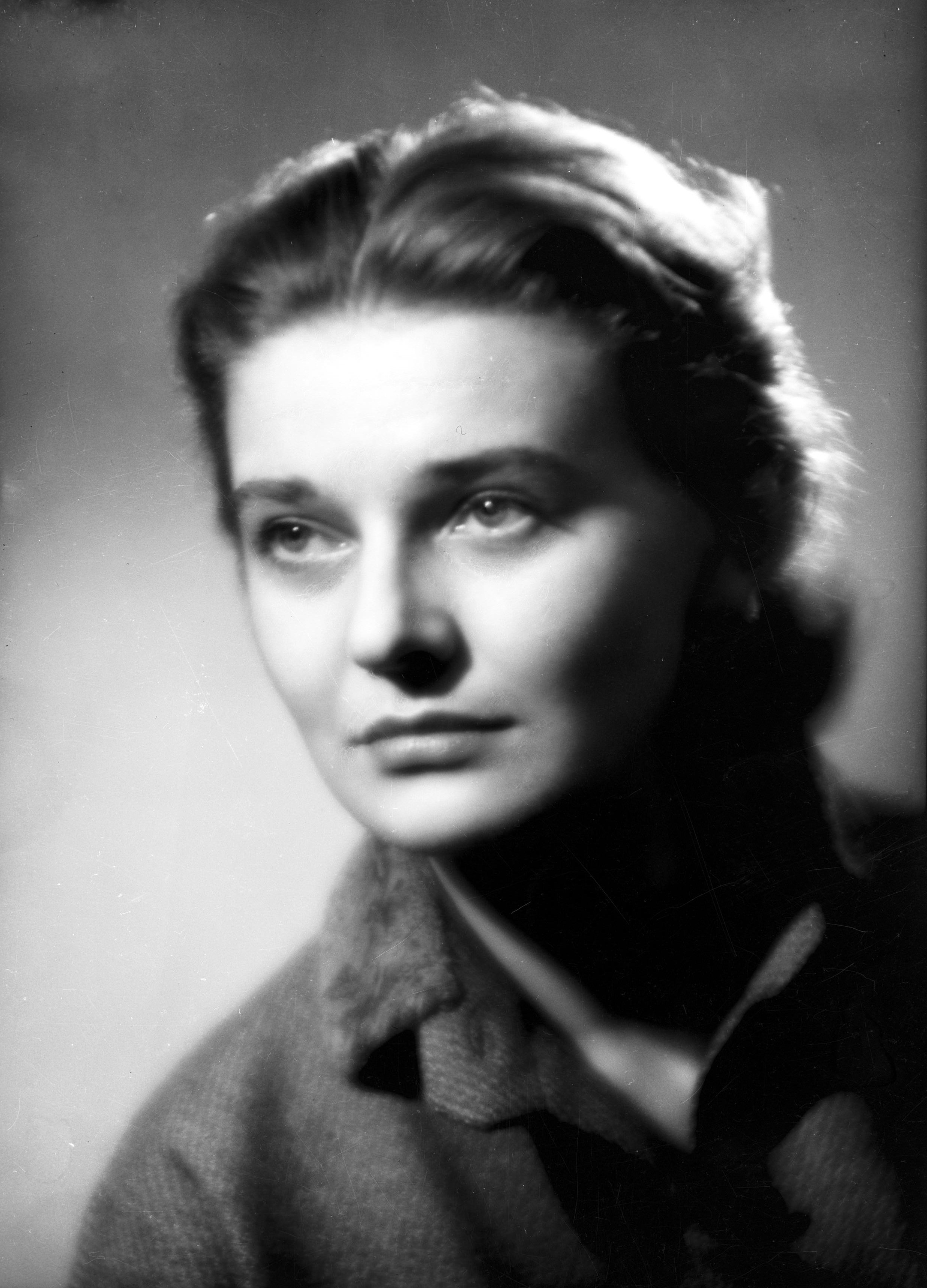
Lucyna Winnicka

Lucyna Winnicka (sinh ngày 14 tháng 7 năm 1928 - mất ngày 22 tháng 1 năm 2013) là một nữ diễn viên người Ba Lan. Từ năm 1954 - 1978, bà đã xuất hiện trong 21 bộ phim. Lucyna Winnicka đóng vai chính trong bộ phim Mother Joan of the Angels, tác phẩm đã giúp bà giành Giải của Ban giám khảo tại Liên hoan phim Cannes năm 1961. Năm 1967, Lucyna Winnicka là thành viên ban giám khảo của Liên hoan phim quốc tế Moskva lần thứ 5.

## Thành tích nghệ thuật
- Pod gwiazda frygijska (1954) - Madzia
- The Real End of the Great War (1957) - Róza Zborska
- Night Train (1959) - Marta
- First Spaceship on Venus (1960) - Fernsehreporterin / Joan Moran
- Knights of the Teutonic Order (1960)
- Mother Joan of the Angels (1961)
- Godzina pasowej rózy (1963) - Eleonora
- Pamietnik pani Hanki (1963) - Hanka Niementowska-Renowicka
- Ubranie prawie nowe (1964)
- Sam posród miasta (1965) - Ewa
- Sposób bycia (1966) - Irena
- Pharaoh (1966)
- Sarajevski atentat (1968) - Sofija
- Gra (1969)
- 322 (1969) - Marta
- Szerelmesfilm (1970) - Ágnes
- Na wylot (1973)
- Tüzoltó utca 25. (1973) - Maria
- A Woman's Decision (1975)
- Wieczne pretensje (1975)
- Ognie sa jeszcze zywe (1976) - Wanda Poplawska
- Indeks (1977) - Marina